# Desenvolvimento (exercício)

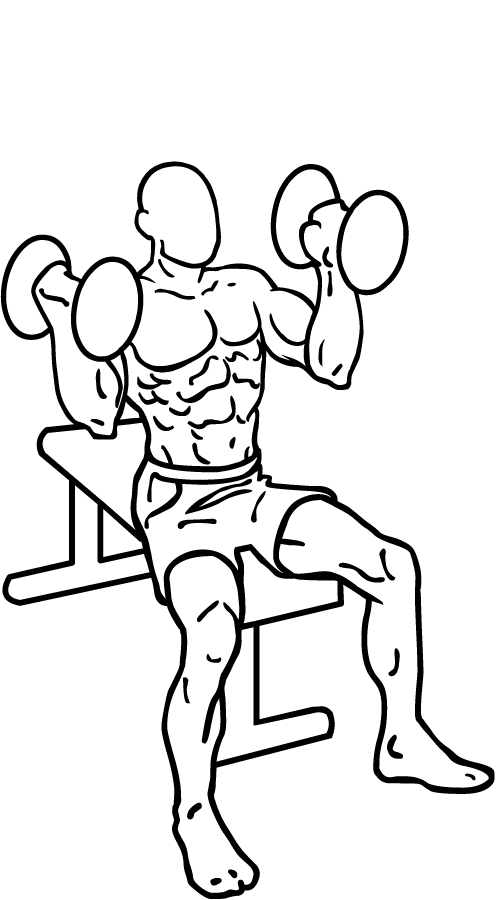
Ilustração do desenvolvimento em execução

Desenvolvimento é um exercício de treinamento com pesos focado no desenvolvimento dos ombros. O levantamento é realizado de pé, levantando-se os pesos a partir dos deltóides anteriores até a completa extensão dos braços. Como é realizado de pé, também desenvolve braços, abdominais, oblíquos, músculos costais, que atuam como estabilizadores.

## Variações
A barra pode ser levantada a partir de trás da nuca.